# Ablanedo (Pravia)
Ablanedo (oficialmente en asturiano: Ablanéu) es una entidad singular de población, con la categoría histórica de lugar, perteneciente al concejo de Pravia, en el Principado de Asturias (España). Se enmarca dentro de la parroquia de Folgueras.
Alberga una población de 13 habitantes (INE 2009) y está situado en la ladera SE de la Sierra del Pumar, en la falda del Pico Andolinas, a una altitud de 570 m. Dista 17 km de la villa de Pravia, capital del concejo. 